# توماس فرانسیس مورفی
توماس فرانسیس مورفی (انگلیسی: Thomas Francis Murphy؛ زادهٔ ۱۹۵۳ میلادی) بازیگر سینما و تلویزیون اهل ایالات متحده آمریکا است.
از فیلم‌ها یا برنامه‌های تلویزیونی که وی در آن نقش داشته‌است، می‌توان به ۱۲ سال بردگی، نابودگر: جنسیس، تمرکز، بیخود از خود، کلاه‌چرمی‌ها، کارآگاه حقیقی، متفاوت مثل من و شکارچی ذهن اشاره کرد.